# Vigyázat, vadnyugat!
A Vigyázat, vadnyugat! (eredeti cím: E poi lo chiamarono il magnifico) 1972-ben bemutatott olasz–francia–jugoszláv western-vígjáték, amelynek főszereplői Terence Hill, Gregory Walcott és Yanti Somer. Az élőszereplős játékfilm írója és rendezője E.B. Clucher, producere Alberto Grimaldi, zeneszerzői Guido és Maurizio de Angelis. A mozifilm a Produzioni Europee Associati, a Les Productions Artistes Associés és a Jadran Film készítette gyártásában készült, a United Artists Europa forgalmazásában jelent meg. Műfaja spagettiwestern film.
Olaszországban 1972. szeptember 9-én a mozikban, Magyarországon viszonylag kevés késéssel bemutatták, a mozikban feliratos változatban vetítették. Az első magyar szinkront az MTV1-en 1984. december 26-án, a második magyar szinkront az RTL Klub-on 2000. augusztus 12-én vetítették le a televízióban.

## Cselekmény
Apja utolsó kívánságának megfelelően Tom a vadnyugatra utazik, hogy végre megtanulja, mi az élet. Bár a versek jobban érdeklik, mint a lövöldözés, és szívesebben pattan a bicikli nyergébe, mint egy lóéba, lassan neki is el kell fogadnia a helyi játékszabályokat.

## Szereplők
| Szereplő                                         | Színész             | Magyar hang                     | Magyar hang                         |
| Szereplő                                         | Színész             | 1. magyar szinkron (MTV1, 1984) | 2. magyar szinkron (RTL Klub, 2000) |
| ------------------------------------------------ | ------------------- | ------------------------------- | ----------------------------------- |
| Sir Thomas Fitzpatrick Phillip Moore             | Terence Hill        | Ujréti László                   | Ujréti László                       |
| Góliát                                           | Gregory Walcott     | Csurka László                   | Hankó Attila                        |
| Ms. Olsen                                        | Yanti Somer         | Jani Ildikó                     | Németh Borbála                      |
| Majomképű Smith                                  | Dominic Barto       | Kézdy György                    | Pusztaszeri Kornél                  |
| Prédikátor Joe                                   | Harry Carey, Jr.    | Petrik József                   | Uri István                          |
| Ben Olsen                                        | Enzo Fiermonte      | Kun Vilmos                      | Gruber Hugó                         |
| Rose                                             | Danika La Loggia    | Faragó Vera                     | Farkasinszky Edit                   |
| Morton Clayton                                   | Riccardo Pizzuti    | Horváth László                  | Rosta Sándor                        |
| Fejvadászok                                      | Salvatore Borghese  | Dörner György                   | Jakab Csaba                         |
| Fejvadászok                                      | Tony Norton         | Sebestyén András                | Lázár Sándor                        |
| Jeremiás                                         | John Bartha         | Vajda László                    | Bácskai János                       |
| Kocsmáros                                        | Claudio Ruffini     | Benkóczy Zoltán                 | Végh Ferenc                         |
| Öreg kocsis                                      | Steffen Zacharias   | Tyll Attila                     | Gyürki István                       |
| Tim, asztalos                                    | Alessandro Sperli   | Láng József                     | Sinkovits-Vitay András              |
| Kocsmáros a postakocsi állomáson                 | Luigi Casellato     | Versényi László                 | Imre István                         |
| Danny Dillman, fekete kalapos utas a postakocsin | Fortunato Arena     | Szabó Ottó                      | Varga Tamás                         |
| Börtönigazgató                                   | Pupo De Luca        | Horkai János                    | Besenczi Árpád                      |
| Ligit őrmester, börtönőr                         | Jean Louis          | Szersén Gyula                   | Juhász György                       |
| Kutyás nő a postakocsin                          | Margherita Horowitz | Schubert Éva                    | Tóth Judit                          |
| Bajszos, fehér kalapos férfi a postakocsin       | Furio Meniconi      | N/A                             | Albert Péter                        |
| Lenon börtönőr                                   | N/A                 | Balázsi Gyula                   | N/A                                 |
| Clay postakocsis                                 | N/A                 | Dózsa László                    | Rudas István                        |
| Patkolókovács                                    | N/A                 | Koroknay Géza                   | N/A                                 |
| Speedy, a sánta kurva                            | N/A                 | Földessy Margit                 | Makay Andrea                        |
| Magdaléna, nő a templomban                       | N/A                 | Némedi Mari                     | N/A                                 |

## Televíziós megjelenések
- 1. magyar szinkron: MTV-1, Filmmúzeum / Film Mania, AMC, Filmcafé
- 2. magyar szinkron: RTL Klub, TV2, Film+, RTL+